# Винчестер, Шадон
Шадон Шейн Андре Винчестер (англ. Shahdon Shane Andre Winchester; 8 января 1992, Принсес-Таун — 19 декабря 2019, Гаспарильо, Кува-Табаките-Тальпаро) — тринидадский футболист, нападающий.

## Клубная карьера
Воспитанник клуба «Дабл-Ю Коннекшн». В 17 лет Винчестер дебютировал за родной клуб, с которым становился чемпионом страны. С 2012 года на правах аренды выступал в зарубежных первенствах. Нападающий находился во Вьетнаме и Финляндии. С 2013 года Винчестер вместе со своим соотечественником Обри Дэвидом находился в распоряжении клуба «Яро». В мае 2014 года признавался лучшим игроком месяца в финском первенстве. Позднее с напарником по сборной Джомалом Уильямсом он выступал за мексиканский «Мурсьелагос».
В феврале 2018 года тринидадский нападающий отправился в аренду в азербайджанский «Кяпаз» сроком на один год.
В июле 2018 года Винчестер перешёл по свободному трансферу в финский СИК.

## Карьера в сборной
В сборной Тринидада и Тобаго Винчестер дебютировал в 2010 году. С тех пор он стал получать вызовы в национальную команду.

## Достижения
- Чемпионат Тринидада и Тобаго (2): 2011/12, 2013/2014
- Обладатель Кубка Тринидада и Тобаго (2): 2013/2014, 2015/2016.

## Гибель
19 декабря 2019 года нападающий погиб в ДТП. Трагическая авария произошла вблизи тринидадского города Гаспарильо. 27-летний футболист потерял управление автомобилем, после чего он врезался в опору ЛЭП и загорелся. Вместе с Винчестером погибли три его пассажира.